# سيرغي أفاناسييف
سيرغي ألكساندروفيتش أفاناسييف (بالروسية:Серге́й Алекса́ндрович Афана́сьев؛ من مواليد 30 أغسطس 1918 - 13 مايو 2001) رجل دولة سوفيتي ، وزير بناء الآلات العامة لاتحاد الجمهوريات الاشتراكية السوفيتية (1965-1983) ، وزير الهندسة الثقيلة والنقل في الاتحاد السوفيتي (1983-1987) ، بطل العمل الاشتراكي (14 فبراير 1975 ، 29 أغسطس 1978). حائز على جائزة لينين وجائزة ستالين وجائزة دولة الاتحاد السوفيتي. نائب رئيس مجلس السوفيت الأعلى لاتحاد الجمهوريات الاشتراكية السوفيتية: مجلس الاتحاد (1966-1989) من منطقة سفيردلوفسك ، مجلس القوميات السادس (1962-1966) من جمهورية الشيشان-إنغوشيا. انتخب عضوا في مجلس السوفيت الأعلى للدورة التاسعة من دائرة لينين رقم 301 لمنطقة سفيردلوفسك. عضو اللجنة المركزية للحزب الشيوعي (1961-1989).

## نشأته
ولد سيرجي أفاناسييف في مدينة كلين في منطقة موسكو. تخرج في جامعة بومان التقنية الحكومية في موسكو عام 1941 ، وكان عضوًا في الحزب الشيوعي للاتحاد السوفيتي (منذ عام 1943). خلال الحرب العالمية الثانية ، عمل مهندسًا في مصنع مدفعية في بيرم ، حيث تعلم تصميم الدروع. أصبح تحت حماية وزير الدفاع ديمتري أوستينوف ومن عام 1946 عمل في وزارة الصناعات الدفاعية.
في أواخر الخمسينيات من القرن الماضي ، عمل سيرجي أفاناسييف في مناصب إدارية عليا في لينينغراد ، وفي أوائل الستينيات في موسكو كنائب لرئيس مجلس وزراء جمهورية روسيا الاتحادية الاشتراكية السوفيتية.